# FKアシガバート
FKアシガバート（トルクメン語: Aşgabat futbol kluby topary、英: FC Aşgabat）は、トルクメニスタンのアシガバートを本拠地とするサッカークラブである。トルクメニスタン・リーグに所属する。

## 概要
2006年に創設された。2007年、2008年とトルクメニスタン・リーグを連覇し、AFCプレジデンツカップにも2008年、2009年と2回連続で出場したが、ともに準決勝で敗れている。

## 獲得タイトル

### 国内タイトル
- リーグ：2回
  - 2007, 2008
- トルクメニスタン・スーパーカップ：1回
  - 2007

## 歴代所属選手
- ルスラン・ミンガゾフ -2008